# (31321) 1998 HD3
(31321) 1998 HD3 est un astéroïde de la ceinture principale d'astéroïdes découvert en 1998.

## Description
(31321) 1998 HD3 a été découvert le 21 avril 1998 à l'observatoire Kleť, en République tchèque, en Bohême-du-Sud, par l'Observatoire Kleť.

### Caractéristiques orbitales
L'orbite de cet astéroïde est caractérisée par un demi-grand axe de 3,20 ua, un périhélie de 2,93 ua, une excentricité de 0,08 et une inclinaison de 5,89° par rapport à l'écliptique. Du fait de ces caractéristiques, à savoir un demi-grand axe compris entre 2 et 3,2 ua et un périhélie supérieur à 1,666 ua, il est classé, selon la JPL Small-Body Database, comme objet de la ceinture principale d'astéroïdes.

### Caractéristiques physiques
(31321) 1998 HD3 a une magnitude absolue (H) de 14,0 et un albédo estimé à 0,164.